# Musaios (Grammatiker)
Musaios der Grammatiker (altgriechisch Μουσαῖος) war ein spätantiker griechischer Dichter. Überliefert ist das Epyllion über die Liebe von Hero und Leander (Τὰ καθ̓’ Ἡρὼ καὶ Λέανδρον). Zeitlich anzusetzen ist das Gedicht nach Nonnos von Panopolis, da Musaios sprachlich von Nonnos abhängig ist, und vor Kolluthos, der es verwendet hat, somit um 500.
Das Gedicht fand eine italienische Bearbeitung durch Bernardo Tasso und wirkte auf Christopher Marlowe und weitere Bearbeiter des Stoffes in der Neuzeit.
Das Liebesgedicht Alpheus und Arethusa (Anthologia Palatina 9.362) wird ebenfalls Musaios zugeschrieben. Außerdem hat man ihn mit dem Adressaten der Briefe 48 und 60 des Prokopios von Gaza identifiziert.

## Ausgaben
- Musaios: Hero und Leander. Einleitung, Text, Übersetzung und Kommentar von Karlheinz Kost. Bouvier, Bonn 1971, ISBN 3-416-00655-0.
- Musaios: Hero und Leandros. Mit ausgewählten Varianten und Scholien. Herausgegeben von Arthur Ludwich. Marcus und Weber, Bonn 1912.
- Museo: Ero e Leandro. Kritische Ausgabe und Übersetzung von Enrica Malcovati. Istituto editoriale italiano, Mailand 1947.
- Horst Sitta: Musaios: Hero und Leander. In: Manuel Baumbach, Horst Sitta, Fabian Zogg (Hrsg.): Griechische Kleinepik (= Sammlung Tusculum). 2019 (Griechisch-Deutsch).